# Здравко Чолић (песма)
Здравко Чолић је песма групе Фламингоси из 2006. године са албума Гордост и предрасуде.

## Информације
Маринко Маџгаљ и Огњен Амиџић, чланови групе Фламингоси, отпевали су песму посвећену балканској звезди Здравку Чолићу. Текст су написали док су били у Италији, након што су чули италијанску песму која их је инспирисала, ради се о композицији Vorrei cantare come Biagio Antonacci (Хоћу да певам као Биађо Антонаћи) из 2005. године. Према речима Амиџића, Чолић је био одушевљен песмом, позвао је двојац на ручак и имао је идеју да отворе његов концерт управо овом песмом, али после одустаје од те идеје. У песми се говори о Здравку као о недостижном идеалу, о његовој популарности, успеху и репутацији. У песми користе семпл Чолићеве песме Мађарица из 1981. године.